# Капщина
Капщи́на (капщизна, капни пенязи, корчемные пенязи) ― питейная подать, налог в XV—XVII вв. на землях Великого княжества Литовского, взимаемый за изготовление и продажу водки, мёда и пива.

## Размер капщины

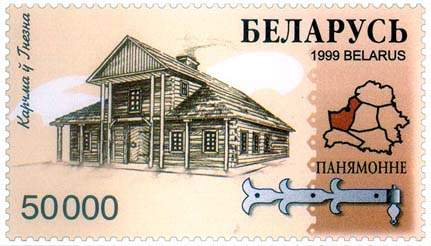
Сельская корчма на белорусской марке 1999 г.

Размер капщины определялся ежегодно великим князем Литовским, собирался раз в год, и колебался между 30 грошами и 2,5 копами (150 грошей). Так, к середине XVI века с каждой корчмы взималось за торговлю мёдом и пивом по одной копе (60 грошей), за водку ― 30 грошей, с каждого дыма по 2 пенязи.

## Общегородские сборы
Что касается общих сборов капщины по городам, то они были невелики: в 1506 году Полоцк заплатил 600 коп грошей, Минск в 1494 году, так же как и Кричев в 1504 году ― 60 коп, Бобруйск в 1502 ― 30 коп.
В некоторых случаях великий князь отказывался от налога в пользу городов, воевод или старост.

## Переход на чоповый налог
С середины XVI века капщина в местечках и магнатских владениях отмерла, из-за раздачи питейных заведений на откуп в частные руки. В королевских городах сохранялась до XVIII века в виде чопового налога на водку, пиво и мёд, превышавшего все остальные налоги вместе взятые.